# Dianthus subulosus
Dianthus subulosus är en nejlikväxtart som beskrevs av Paul Conrath, Amp; Freyn och Josef Franz Freyn. Dianthus subulosus ingår i släktet nejlikor, och familjen nejlikväxter. Inga underarter finns listade i Catalogue of Life.